# يفجيني كاسبرسكي
يفجيني فالنتينوفيتش كاسبرسكي (بالروسية: Евгений Валентинович Касперский) هو مختص روسي في مجال أمن المعلومات.

## مساره المهني
كانت انطلاقة يوجين في مجال الأمن الإلكتروني عندما أصيب حاسوبه بفيروس "Cascade" في عام 1989. وقد ساعدت دراسة يوجين لعلم التعمية في تحليل وفك تشفير الفيروس، فهمه لسلوك الفيروس ومن ثم تطوير أداة لإزالته. وبعد نجاحه في إزالة الفيروس، دفعه فضوله وشغفه بالحاسوب إلى بدء تحليل البرامج الأكثر ضررا وابتكار وحدات لإزالتها. وقد شكلت مجموعته الفريدة من الوحدات المكافحة للفيروسات أساسا لقاعدة بيانات كاسبرسكي لاب لمكافح الفيروسات. وتعد قاعدة البيانات هذه أشمل مجموعة في العالم، وهي تعمل على اكتشاف البرمجيات الخبيثة، والتي تحصى بأكثر من 100 مليون برنامج خبيث، ومنعها من إصابة الأنظمة.
وفي ضوء شغفه بالتقنيات الأمنية، بدأ يوجين في عام 1990 بتشكيل مجموعة من الباحثين ممن يشاركونه اهتماماته لتطوير برنامج مكافح للفيروسات AVP Toolkit Pro، الذي اعتبر بعد 4 سنوات أكثر برنامج مكافح للفيروسات فعالية في العالم من قبل جامعة هامبورغ.
في رغبة للتوفيق بين النجاح في برمجة حلول مكافحة الفيروسات والرؤية العملية، قرر يوجين وزملاؤه تأسيس شركة مستقلة خاصة بهم. في عام 1997 تأسست شركة كاسبرسكي لاب وترأس يوجين بحوث مكافحة الفيروسات في الشركة. وفي عام 2007 تم تعيين يوجين في منصب المدير العام.
حاليا تعد شركة كاسبرسكي لاب إحدى الشركات الأسرع نموا في مجال توفير الحلول الأمنية لتقنية المعلومات في العالم، وتدير اعمالها في أكثر من 200 دولة ومنطقة في العالم. وتضم الشركة أكثر من 3000 متخصص من ذوي الخبرة العالية، ولها مكاتب إقليمية في 30 بلدا. ويستخدم منتجات وتقنيات الشركة أكثر من 300 مليون شخص في العالم.
وحصد يوجين عددا من الجوائز العالمية لإنجازاته في مجالات عدة وهي التكنولوجيا، العلوم وقطاع الأعمال. واعتبر يوجين الشخصية التنفيذية الأكثر تأثيرا في العالم من قبل SYS-CON Media في عام 2011، ومنح الدكتوراة الفخرية في العلوم من قبل جامعة بليموث في عام 2012 كما اعتبر يوجين من بين المفكرين العالميين الرواد لعام 2012 من قبل Foreign Policy Magazine لمساهمته في نشر الوعي بأمن تقنية المعلومات على مستوى العالم.

## وصلات خارجية
- الموقع الرسمي
- أوجين كاسبرسكي على موقع IMDb (الإنجليزية)
- أوجين كاسبرسكي على موقع مونزينجر (الألمانية)
- أوجين كاسبرسكي على موقع كينوبويسك (الروسية)